# Borys Kierdaszuk
Borys Kierdaszuk (ur. 9 listopada 1955 w Horostycie, zm. 25 czerwca 2017) w Warszawie – polski biofizyk, prof. dr hab.

## Życiorys
Urodził się w rodzinie Pawła i Niny z Samczuków. Tytuł magistra uzyskał w 1979 na Uniwersytecie Warszawskim. 18 lutego 1985 obronił pracę doktorską Dynamiczna równowaga tautomeryczna i konformacja przestrzenna grup egzocyklicznych N4-metoxycytydy i N6-metoxyadenozyny oraz ich związek z mutagenezą indukowaną metoxyaminą i hydroxyloaminą. W latach 1993–1994 był stypendystą Fulbrighta na University of Maryland w Baltimore (USA).
1 lutego 1999 habilitował się na podstawie pracy zatytułowanej Właściwości emisyjne białek i ich wykorzystanie w charakterystyce oddziaływań z ligandami. 
30 grudnia 2009 nadano mu tytuł naukowy profesora w zakresie nauk fizycznych.
Objął funkcję profesora nadzwyczajnego w Instytucie Fizyki Doświadczalnej im. Stefana Pieńkowskiego na Wydziale Fizyki Uniwersytetu Warszawskiego.
15 maja 1982 ożenił się z Ludmiłą z Kalinowskich, z którą miał dzieci: Birutę-Marię i Jakuba.
Zmarł 25 czerwca 2017 w Warszawie, pochowany na Cmentarzu Prawosławnym przy parafii Św. Jana Klimaka na Woli (sektor 36-6-6).

## Kariera naukowa[8]
| 1979–1981  | Zakład Biofizyki, Instytut Fizyki Doświadczalnej, Uniwersytet Warszawski; doktorant |
| 1981–1986  | Zakład Biofizyki, Instytut Fizyki Doświadczalnej, Uniwersytet Warszawski; asystent |
| 1986–1988  | Instytut Karolinska, Sztokholm, Szwecja; staż post-doktorski (stypendysta Szwedzkiego Komitetu Badań Naukowych)                                                                         |
| 1988–1994  | Zakład Biofizyki, Instytut Fizyki Doświadczalnej, Uniwersytet Warszawski; adiunkt |
| 1992–      | Zakład Biofizyki Medycznej, Instytut Karolinska, Sztokholm, Szwecja; staż post-doktorski (stypendysta Europejskiej Organizacji Biologii Molekularnej - EMBO)                            |
| 1994–1995  | Centrum Spektroskopii Fluorescencyjnej, Zakład Chemii Biologicznej, Uniwersytet Stanu Maryland w Baltimore, Baltimore, Maryland, USA; staż post-doktorski (stypendysta J.W. Fulbrighta) |
| 1995–1999  | Zakład Biofizyki, Instytut Fizyki Doświadczalnej, Uniwersytet Warszawski; adiunkt |
| 1997, 2000 | Zakład Chemii Weterynaryjnej, Centrum Biomedyczne, Uppsala, Szwecja; asystent profesor                                                                                                  |
| 1997–      | Zakład Nauk o Życiu i Chemii, Uniwersytet w Roskilde, Dania; asystent profesor |
| 1999–      | Zakład Biofizyki, Instytut Fizyki Doświadczalnej, Uniwersytet Warszawski; adiunkt |